# Банда Сергея Корогодина
Банда Сергея Корогодина — организованная преступная группировка, осуществлявшая в 1996—1999 годах криминальную деятельность на территории Ростова-на-Дону и Ростовской области.

## Создание банды

Сергей Корогодин, лидер банды

Банда Сергея Корогодина состояла из 14 человек, включая самого главаря. Сергей Корогодин родился в 1964 году в Ростове-на-Дону, там же окончил высшее военное командно-инженерное училище. В звании старшего лейтенанта Корогодин был уволен из рядов вооружённых сил за пьянство. В 1993 году во время обыска у него нашли огнестрельное оружие, после чего Корогодин был осуждён на 1 год лишения свободы условно.
Уникальность банды состояла в том, что пятеро из бандитов были до момента своего задержания действующими сотрудниками милиции, причём все были на хорошем счету у руководства:
- Сергей Марченко, майор милиции, заместитель начальника отдела по прослушиванию телефонов и радиосвязи при ГУВД Ростовской области[1];
- Игорь Чулимов, капитан милиции, сотрудник уголовного розыска УВД города Таганрога[1];
- Вадим Черевко, майор милиции, оперуполномоченный по особо важным делам отдела собственной безопасности Северо-Кавказского УВД на транспорте[1];
- Михаил Часовской, инспектор линейного ОВД города Кропоткина[1];
- Андрей Нефёдов, заместитель начальника уголовного розыска 1-го отделения милиции города Таганрога[1].

Также в банду вошли двое уголовников — Андрей Цветаев и наркоман Дмитрий Шевченко. В банде Корогодин ввёл суровые порядки: например, он строил своих сообщников в шеренгу и перед постановкой задачи выслушивал доклады о готовности. У каждого была своеобразная должность: Черевко был разработчиком операций, Ковалёв — разведчиком объектов нападений, Марченко — контрразведчиком, Нефёдов и Чулимов занимались милицейским прикрытием операции. В банде состояли также некие Матвеев и Ефимченко, которые выполняли функции караульных; кроме того, в банде принимала активное участие гражданская жена Корогодина, у которой бандиты хранили оружие.

## Преступления банды
Первым преступлением банды было нападение на двух валютчиков, которых они ограбили в общей сложности на 93 миллиона неденоминированных рублей. Подобное нападение впоследствии было ими совершено 24 марта 1998 года, когда ими была захвачена инкассаторская машина с 742 тысячами рублей. Спустя некоторое время у Корогодина возник конфликт с предпринимателем Иваном Боковцом, и 6 декабря 1996 года Цветаев и Шевченко подстерегли Боковца на строительной площадке в Советском районе Ростова-на-Дону и насмерть забили его железной трубой. Видимо, желая выглядеть в собственных глазах и глазах сообщников благороднее, Корогодин оплатил похороны Боковца.
Самым громким преступлением банды стало похищение сына председателя Ростовского отделения Сбербанка России Владимира Королькова Максима. 22-летний Максим Корольков был похищен вечером 4 ноября 1998 года. Его вывезли в подвал одного из ростовских домов, а впоследствии на дачу в посёлке Красный Десант Неклиновского района Ростовской области. Караульными при нём были Андрей Матвеев («Масик») и Владимир Ефимченко («Весёленький»). Последний иногда отрабатывал на Максиме приёмы рукопашного боя. Владимиру Королькову неоднократно звонил член банды милиционер Часовской с требованиями выкупа, искажая свой голос, имитируя кавказский акцент и представляясь Асланом. Всего бандиты потребовали за жизнь Максима 800 тысяч долларов. Владимир Корольков обратился в милицию, но, поскольку все планы следствия были известны майору Марченко, то все попытки задержать банду были безуспешными. В общей сложности Максим Корольков пробыл в руках похитителей 87 дней.
26 января 1999 года Максиму удалось бежать. Произошло это благодаря подкупу одного из охранников, Матвеева, которому он пообещал 300 тысяч долларов. Тот рассказал, где обычно находится пистолет, когда происходит смена «караула». Разъединив цепь, Корольков застрелил Ефимченко тремя выстрелами в спину и голову, а затем, выбежав на трассу, поймал попутную машину и приехал в Ростов. Благодаря показаниям Королькова были задержаны несколько членов банды, в частности Чулимов, Нефёдов и Часовской, которые выдали остальных бандитов. Корогодин и его сожительница были задержаны на квартире последней. Последним был арестован Цветаев, который при задержании выпрыгнул из окна и сломал себе ногу.

## Приговор
28 августа 2001 года Ростовский областной суд приговорил:
- Сергея Корогодина — к 25 годам лишения свободы[4];
- Михаила Часовского, Дмитрия Шевченко и Игоря Чулимова — к 20 годам лишения свободы;
- Андрея Нефёдова — к 13 годам лишения свободы;
- остальных членов банды — к 9 годам лишения свободы каждого[5].

Верховный Суд России оставил приговор без изменения.

## Судьба потерпевших
Владимир Корольков, переживший во время поисков своего сына два инфаркта подряд, получил вторую группу инвалидности и ушёл с поста директора Ростовского филиала Сбербанка России. Максим Корольков после академического отпуска возобновил учёбу в Ростовской экономической академии.

## Судьба преступников
Сергей Корогодин, находясь в заключении, увлёкся оккультизмом, в декабре 2012 года опубликовал мистическую повесть «Амулет» в журнале «Искатель». После освобождения поддерживал общение с Андреем Нефёдовым, жена которого впоследствии ушла к Корогодину. Нефёдов из чувства мести пытался организовать убийство Корогодина, для чего привлёк к делу своего знакомого — бывшего сотрудника министерства госбезопасности ДНР Валентина Тилилима. В 2024 году Нефёдов и Тилилим были разоблачены и арестованы.